# أفرديتا دريشاي
أفرديتا دريشاي (ولدت في 19 يوليو 1986) مغنية وعارضة أزياء ألبانية من كوسوفو اشتهرت بأنها توج ملكة جمال الكون كوسوفو 2011 وتمثل جمهورية كوسوفو في ملكة جمال الكون 2011 . أفرديتا مغنية معروفة في البلدان الناطقة باللغة الألبانية، بعد أن ظهرت لأول مرة مع أول أغنية لها "Nëse Je Burrë" في عام 2009. "Just Kiss Me" أصبحت أفضل أغانيها في عام 2010.

## روابط خارجية
- الموقع الرسمي
- Official Miss Universe Kosova website

| الجوائز و الإنجازات | الجوائز و الإنجازات    | الجوائز و الإنجازات |
| ------------------- | ---------------------- | ------------------- |
| سبقه كيشتييلا بيبشي | جمال الكون كوسوفو 2011 | تبعه ديانا أفديو    |